# Joe Scanlan
Joe Scanlan (* 1961 in Stoutsville) ist ein US-amerikanischer Konzept- und Installationskünstler.
Joe Scanlan studierte Bildhauerei und erlangte 1984 den Bachelor of Fine Arts am Columbus College of Art and Design in Ohio. Er setzte sein Studium an der School of the Art Institute of Chicago fort. Als Professor begann Scanlan 2001 an der Yale University School of Art zu lehren. 2009 wurde Scanlan als Professor nach Princeton berufen und leitet dort die Fakultät für Visual Arts. Scanlan veröffentlicht unter anderem Artikel über Kunst und Design in den Zeitschriften Artforum, Art issues, Frieze und Parkett.
Massachusetts Wedding Bed, Thingstahtfall Pavilion und Donelle Woolford sind bekannte Projekte. Das „Donelle Woolford Project“, bei dem eine professionelle Schauspielerin die Rolle einer fiktiven Künstlerin übernimmt, wirft Fragen über die Bedeutung von Rasse und Geschlecht in der Kunst auf.
Joe Scanlans Werke sind regelmäßig auf international bedeutenden Ausstellungen zu sehen, so auch auf der documenta IX, 1992 in Kassel.

## Schriften
- Joe Scanlan: Object Lessons, Kunstmuseum aan Zee 2013, ISBN 978-90-74694-06-3
- Das Projekt Joe Scanlan – Passing Through, K21, Düsseldorf, Kerber, Juni 2007, ISBN 978-3-86678-062-0
- Joe Scanlan: DIY, Imschoot Uitgevers, Ghent, 2003
- Joe Scanlan: Pay Dirt, IKON Gallery, Birmingham, England, 2002, ISBN 0-907594-89-1
- Joe Scanlan: Museum Haus Lange, Krefeld, 1996, ISBN 3-926530-79-0